# Королівський орден Бутану
Королівський орден Бутану або Друк Тхуксей (англ. Druk Thuksey, або англ. Druk Thugsey, в перекладі з дзонг-ке: «Син серця дракона-громовержця») — вища цивільна нагорода Бутану.
Орден було започатковано третім королем Бутану Джігме Дорджі Вангчуком 1966 року. Орденом нагороджуються піддані Бутану й іноземні громадяни, які зробили свій внесок до розмаїття шляхів соціально-економічного, релігійного та політичного розвитку та зростання Бутану. Орден має три класи.

## Кавалери ордена
1. Льонпо Єшей Зімба
2. Льонпо Сонам Тобгай Дорджі
3. Льонпо Тхінлей Джамцо
4. Льонпо Кінзанг Дорджі
5. Льонпо Джігме Тінлей
6. Льонпо Ханду Вангчук
7. Льонпо Сангай Нгедуп
8. Льонпо Дорджі Церінг
9. Отець Вільям Маккей
10. Дашо Вангчук
11. Дашо Дорджі Тензін
12. Дашо Дорджі Г'єлцен
13. Лопен Омтонг
14. Сінг'є Намг'ял
15. Дунгцо Пема Дорджі
16. Лопен Таші Пхунцо
17. Лама Пема Цеванг
18. Ап Допоє
19. медсестра Пассанг Ом
20. Льядіп Уг'єн Льєндуп
21. Дашо Кунзанг Вангді
22. Аум Нетен Зангмо
23. Дашо Пема Вангчук
24. Дашо Пема Вангчен